# Chiesa di San Benedetto il Moro
La chiesa di Santa Maria Assunta è la Chiesa madre del comune siciliano di Acquedolci nella città metropolitana di Messina.
Dal 1938, la chiesa è sede della Parrocchia San Benedetto il Moro,unica Parrocchia d'Italia dedicata a San Benedetto il Moro patrono di Acquedolci.
(Fonte https://www.chiesacattolica.it/annuario-cei/regioni-diocesi-e-parrocchie/)

## Storia
Costruita tra il 1926 ed il 1928, su una piccola collina conosciuta con il nome di "Cruzzuluddu",fa parte di un unico progetto urbanistico con Piazza Libertà . Il complesso architettonico della Chiesa Madre di Acquedolci è stato realizzato da Giovanni Giordano che fu allievo dell'arch. Ernesto Basile.L'apertura al culto è avvenuta nel 1928, anno in cui venne trasferita la statua del Crocifisso. Fu dedicata alla B.V Assunta nel 1931 da monsignor Antonio Anastasio Rossi vescovo di Patti. Negli anni, probabilmente a motivo del dipinto dell'abside che raffigura il santo o per la dedicazione della Parrocchia al patrono compaesano san Benedetto il Moro avvenuta nel 1938, è stata identificata anche come chiesa di San Benedetto il Moro. Per circa trent' anni è stata sede di una delle quattro parrocchie di San Fratello, sede di una delle due arcipreture fino al 1969, anno in cui il Comune di Acquedolci ottenne l'Autonomia amministrativa. Da quel momento è divenuta sede dell'unica Parrocchia di Acquedolci, comunità parrocchiale tra le più popolose della Diocesi di Patti.

## Il Santo Patrono
La comunità parrocchiale di Acquedolci venera come patrono San Benedetto il Moro, religioso siciliano dell'Ordine dei Frati Minori (San Fratello, 1524 circa – Palermo, 4 aprile 1589). San Benedetto il Moro è titolare della omonima Parrocchia dal gennaio 1938 . 

## Descrizione
La chiesa venne edificata in seguito ad una frana che, l'8 gennaio del 1922, distrusse l'antica e omonima chiesa Matrice di San Fratello. Nell'ottica di una delocalizzazione dell'antico paese collinare, la nuova Chiesa Madre venne progettata nel centro del nuovo abitato di Acquedolci. Il progetto venne redatto nel 1925 e nel 1926 venne messa in posa la prima pietra. L'edificio ha il prospetto ben proporzionato che si affaccia sulla piazza Libertà, la facciata monumentale è rivolta a nord, le linee architettoniche sono in stile rinascimentale con due ordini di colonne ordine ionico e ordine corinzio. Un ampio frontone, la cui cornice dentellata con decorazioni a mensola racchiude il timpano, è sormontato dalla croce in ferro battuto. Sulla facciata si legge la frase del Magnificat "FECIT MIHI MAGNA QUI POTENS EST", chiaro riferimento alla volontà originaria di dedicare questa chiesa alla Madonna. L'edificio con l'annesso palazzo canonico è caratterizzato da un'alta torre campanaria che è anche torre civica,tra le più imponenti della diocesi di Patti. Il Campanile,con cuspide in rame, dotato di orologio meccanico, segnavento e parafulmine, rappresenta un simbolo identitario di Acquedolci. Originariamente avrebbe dovuto essere alto 31 metri, ma venne ulteriormente innalzato per esaltare la monumentalità dell'edificio che si integra perfettamente nella Piazza Duomo, incorniciata dal suggestivo Monte San Fratello  che deve il nome a San Filadelfio martire. Sulla Piazza si affacciano alcune palazzine in stile liberty siciliano.

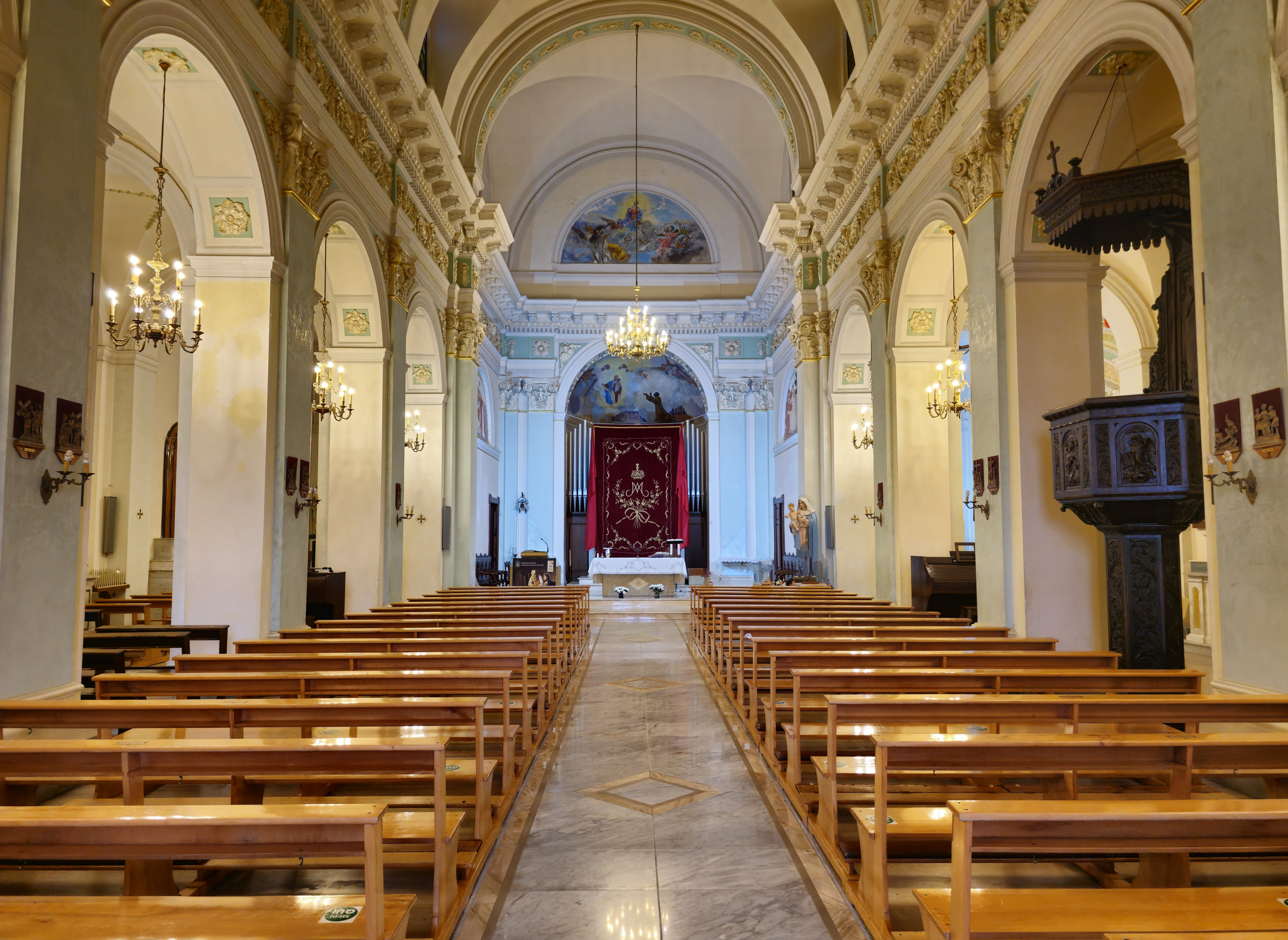
Interno della chiesa (2023)

L'interno dell'edificio sacro è a tre navate. Nella navata centrale ritroviamo eleganti decorazioni in gesso con capitelli compositi ornati con putti che sorreggono la cornice ornata da un susseguirsi di bassorilievi con motivi floreali e angeli. Le decorazioni della navata centrale, di scuola palermitana, sono tipiche dello stile Art Nouveau nella sfarzosa variante del Liberty Siciliano che aveva ereditato gli elementi tipici della tradizione barocca. Sopra la Cornice si innalza una elegante volta a botte che termina con una cupola a crociera in corrispondenza del Presbiterio, sede di un altare a cofano in pregiato marmo di Orosei (o daino reale). Il Catino absidale  è affrescato e raffigura la scena dell'estasi di San Benedetto da San Fratello con l'apparizione della Madonna delle Grazie. L'opera è del pittore calabrese prof. Giorgio Pinna che, nell'anno 1928,  affrescò anche la lunetta che sormonta l'abside raffigurando l'Assunzione di Maria . Il ciclo di vetrate istoriate è opera dei laboratori "La Diana" con sede in Monteriggioni-Siena.  I soggetti sacri sono tutti realizzati a mano con la tecnica del vetro soffiato dipinto a grisaglia, cotto a gran fuoco e rilegato con trafilato di piombo,saldato con lega di stagno.Nelle vetrate della navata centrale sono raffigurati gli apostoli, la vetrata centrale riproduce l'Assunta (Tiziano)  e le due bifore delle cappelle laterali raffigurano l'Annunciazione (nella cappella patronale della Dormitio) e due Cherubini (nella cappella dell'Altare della reposizione). Gli eventi bellici dell'agosto del 1943 non risparmiarono Acquedolci né la chiesa, danneggiata gravemente nella volta della navata centrale a causa di una granata (in questa occasione andò distrutto un prezioso lampadario donato dalla famiglia dell'economista Giuseppe Ricca Salerno, cittadino illustre del paese). Dopo il restauro negli anni '50, vennero realizzate dal parroco Antonino Di Paci le due cappelle ricavate in fondo alle due navate laterali. Abbellite da una elegante balaustra di marmo bianco, sono impreziosite da due altari in marmo policromo. La cappella patronale della navata laterale ovest, è sede dell'altare marmoreo di San Benedetto e custodisce la preziosa statua in cera della dormitio Mariae. Recentemente restaurata è conservata dentro una teca di policarbonato per evitare danneggiamenti. Si tratta di un'opera di fine '700 di scuola palermitana. La statua è rivestita con vesti regali ricamate in fili d'oro. La Dormiente e l'intero altare con capitelli corinzi in marmo bianco e colonne in marmo "verde alpi" proveniente dalla Valle D'Aosta, sono stati donati da Antonino Di Paci -parroco di Acquedolci dal 1941 al 1972. 
L'altare in marmo policromo del Sacramento si trova nella omonima cappella della navata laterale est ed è caratterizzata da lavorazioni in marmo rosso di San Marco. L'antico Fonte battesimale in marmo bianco è la parte centrale del Battistero ottagonale ubicato nella navata ovest ed è dono della famiglia Di Giorgio Serafino. Nella chiesa di Acquedolci è presente un raro e prezioso ciclo Musivo di particolare rilevanza artistica, realizzate dal Centro Aletti. Due Campata della navata ovest e le due Lunetta  dell'altare maggiore, sono realizzate con tarsie marmoree policrome e tasselli in oro . Nella campata del Battistero è raffigurato, in circa 12 metri quadrati, il Trionfo dell'Agnello sul Trono nella piazza della Gerusalemme Celeste con Maria Santissima e San Giovanni Battista. Le opere del Centro Aletti sono in totale quattro. Nella campata prima della navata ovest ritroviamo la scena del "Padre Misericordioso" che si riconcilia col figlio, dono del parroco don Luigi Santoro. Le due lune dell'altare maggiore raffigurano ad est la scena della "Lavanda dei Piedi", ad ovest "il Rifiuto di Giuda", quest'ultimo soggetto è una delle raffigurazioni più rare e particolari realizzate dal Rupnik in tutto il mondo.                                                                                                           Quattro Acquasantiera in marmo, nei pressi dei portoni di ingresso della Chiesa, raffigurano delle conchiglie sorrette da un Serafino.
Di particolare interesse sono le seggiole che affiancano l'altare maggiore ed un antico pulpito ottocentesco in legno intagliato, sormontato da un elegante baldacchino. Il pulpito, decorato con motivi barocchi, poggia su una colonna ottagonale in legno. I bassorilievi riproducono nel pannello centrale la Madonna Assunta titolare della chiesa, nei quattro pannelli laterali i simboli dei quattro Evangelisti (l'Angelo-San Matteo; Il Leone- San Marco; Il Toro-San Luca; L'Aquila- San Giovanni); Il baldacchino ricopre invece la colomba (simbolo dello Spirito Santo).  Le statue lignee del patrono San Benedetto da San Fratello (dono del commendatore Calogero Catania nell'anno 1952) e di san Francesco da Paola (dono della famiglia Francesco Latteri negli anni '30 del secolo scorso) sono entrambe opere di pregiata fattura, realizzate ad Ortisei -Bolzano dallo scultore Ferdinando Perathoner

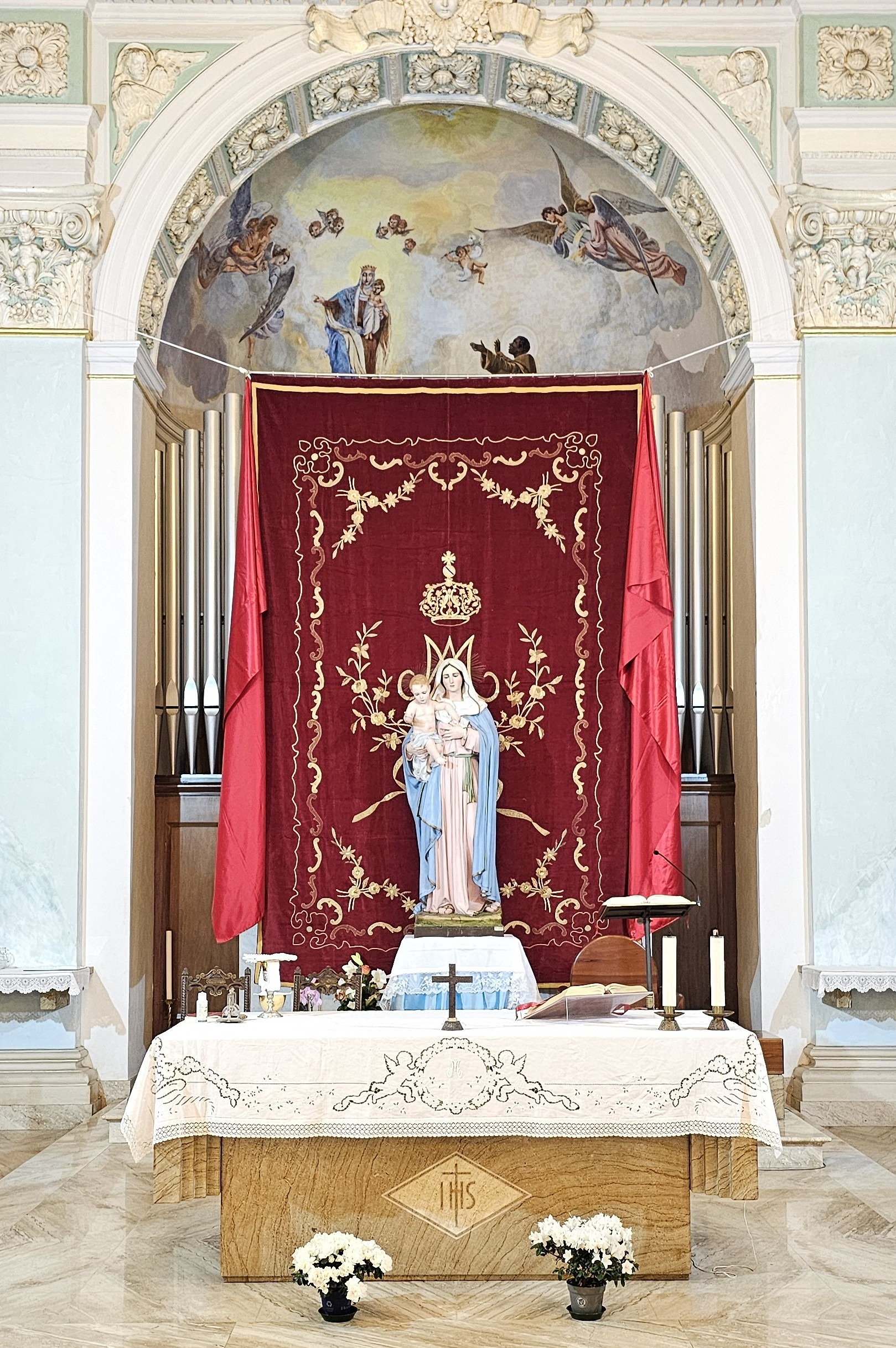
Altare e organo

La chiesa conserva nella navata centrale, un maestoso crocifisso ligneo di metà settecento,di scuola palermitana, attribuito ad Ignazio Marabitti (1719-1797), proveniente dalla Matrice di San Fratello andata distrutta durante la frana 1922 e tratto in salvo dagli sfollati. Sull'autore della pregiata opera d'arte non ci sono pareri univoci perché il Marabitti è autore di manufatti in marmo, mentre il Crocifisso di Acquedolci è interamente realizzato in legno. Secondo alcuni l'autore potrebbe essere il gangitano Filippo Quattrocchi, altri ipotizzano che il Crocifisso, che faceva parte di un altare in marmo che era ubicato nell'antica matrice sarebbe da attribuire ad un misterioso artista palermitano vissuto a metà '700 e conosciuto con il nome del "Cieco di Palermo". L'opera è stata restaurata nel 2011 da Angelo Cristaudo e non sono emerse firme o cartigli in grado di fugare i dubbi circa l'attribuzione. Il mistero perciò rimane ed il restauratore ha ritenuto di attribuire l'opera allo scultore Ignazio Marabitti .  
Di notevole interesse artistico sono le statue in cartapesta dell'Addolorata e della Madonna delle Grazie, realizzate entrambe dal maestro cartapestaio Luigi Guacci di Lecce. Il quadro che riproduce la crocifissione di Antoon van Dyck, è stato donato dalla famiglia Taormina ed è opera del materano Michele Amoroso.  
La statua di San Giuseppe è stata realizzata dalla ditta romana Rosa Zanazio. Il Fercolo processionale è un dono della famiglia Gerbano ed è stato realizzato dalla bottega del falegname Savio Filadelfio e dai falegnami del paese.
È presente un grande organo a canne realizzato dalla fabbrica Organi Ruffatti nel 1974, su iniziativa del parroco dell'epoca don Salvatore Gagliani con il contributo dei cittadini.

## Le Reliquie insigni
La Chiesa Madre di Acquedolci, custodisce reliquie insigni di San Benedetto il Moro. Sigillate in due teche all'interno di un prezioso reliquiario argenteo, sono oggetto di venerazione il "Calcaneus" e una porzione di tessuto muscolare del santo. Si conserva anche la reliquia di un piccolo lembo di pelle pettorale di San Benedetto. L'ostensione delle reliquie "ex corpore" avviene  in occasione dei festeggiamenti patronali e durante ricorrenze e solennità.